# عبد الله سلوم السامرائي
عبد الله سلوم السامرائي (1931–1996) سياسي عراقي وأحد قادة حزب البعث العربي الاشتراكي في العراق ، ومؤرخ متخصص بالتاريخ والحضارة العربية الإسلامية.

## مكانته في حزب البعث
من أهم قادة حزب البعث العربي الاشتراكي في العراق. يعده كثير من البعثيين مفكر ومنظر الحزب في العراق وأحد مناضليه وشخصية قل نظيرها على مستوى البعثيين وهو يحظى باحترامهم ولقد كان المسؤول الحزبي للرئيس السابق صدام حسين في عقد الخمسينات من القرن الماضي.
وهو عضو القيادتين القطرية والقومية لحزب البعث العربي الاشتراكي والمسؤول فيها عن نشاط الحزب الثقافي والإعلامي ومسؤول عن النقابات العمالية.
ولقد كان عضو في مجلس قيادة الثورة وهي أعلى سلطة في العراق بعد عام 1968.
وتم اختياره ليكون نائب لرئيس الجبهة العربية المساندة للثورة الفلسطينية التي يتزعمها كمال جنبلاط في لبنان.
وألّف العديد من الكتب وخصوصاً في الاشتراكية، وعُرف بزهده وتواضعه الشديد وعدم استغلاله لمنصبه وللسلطة لذلك لقب بدرويش الحزب.

## من سيرته
ولد عبد الله سلوم في مدينة سامراء عام 1932، وأكمل دراسته الابتدائية والثانوية فيها ليلتحق بدار المعلمين الابتدائية في بغداد وخلال دراسته فيها قدّم امتحاناً خارجياً لمرحلة الدارسة الإعدادية ونجح بتفوق وقُبِل في دار المعلمين العالية ليتخرج مدرساً في عام 1952، ولقد مارس التعليم الثانوي في محافظة الأنبار حتى عام 1958 لينقل إلى التعليم الثانوي في مدارس بغداد وفي عام 1961 قُبِل طالباً للدراسات العليا بقسم التاريخ وبعد مدة قصيرة جدا اعتقل لنشاطه السياسي وأُبعد إلى محافظة أربيل وهناك أكمل دراسته وحصل على شهادة الماجستير وفي عام 1965 نُقل إلى التدريس الجامعي حتى عام 1968، وصدر لهُ حوالي 30 كتاباً في الموضوعات التاريخية وبخاصة الإسلامية وفي قضايا الفكر والقضايا القومية، وفي عام 1971 حصل على شهادة الدكتوراه في التاريخ عندما كان ممثل العراق في الجامعة العربية التي مقرها القاهرة. وكان نشاطه السياسي قد جعلهُ من أوائل البعثيين المخلصين في العراق، وبسبب نشاطه المعادي للدولة أُبعد عام 1961 إلى محافظة أربيل معتقلاً في سجنها حتى حركة 8 شباط 1963 وبسبب الوضع آنذاك في المعتقلات وحرية القراءة والدراسة أكمل دراستهُ للماجستير في التاريخ من جامعة بغداد، وفي 25 آذار 1963 عُيِّن وكيلا لوزارة العمل والشؤون الاجتماعية وبعد حركة عبد السلام محمد عارف (رئيس الجمهورية)، وحل الحرس القومي في 18 تشرين الثاني في عام 1963، أُعيد السامرائي إلى التعليم وعُيّن مدرساً في السليمانية لكنه لم يلتحق بوظيفته فتم سحب يده، وبعد انكشاف المحاولة الانقلابية الفاشلة للبعث في شهر أيلول عام 1964 اعتقل السامرائي مع من اعتقل من البعثيين ليطلق سراحه بعد ثلاثة شهور. وفي عام 1966 انتدب عبد الله سلوم إلى المؤتمر القومي التاسع للبعث مع شفيق الكمالي لكنهما لم ينقــــلا إلى المؤتمـر وصية بترقية صدام إلى عضو للقيادة القومية، ويقول الكادر البعثــي اللبناني جهاد كرم في كتابه (بعثيون من العراق كما عرفتهم): أن السامرائي لعب أثناء مشاركته في المؤتمر القومي التاسع ((شباط 1968 )) دوراً حمل فيه (صدام) مسؤولية عدم الانحياز الفوري إلى القيادة القومية بعد 23 شباط 1966 (أي الانشقاق الذي حدث في حزب البعث) ومما قاله السامرائي: (أن ابتعاد صدام عن القيادية القومية هو أفيد له وللحزب مستقبلاً) وهكذا أسقط صدام وفاز السامرائي والكمالي في عضوية القيادة القومية ولم يكن ذلك سيمر على ذاكرة صدام الذي أصبح الرجل الثاني ثم الأول في سلطة البعث في العراق (1968 – 2003). أما عن نشاطه بعد 17 تموز 1968 وبعد انقلاب 17 تموز 1968 كان السامرائي مرشحا لوزارة الثقافة ويقول ناصر الحاني (سفير العراق في بيروت، آنذاك) أنه اعترض على ترشيحه لوزارة الثقافة كونه شابا بعثيا، ويضيف الحاني في مذكراته قائلاً: (قلت للبكر أن مصلحة الثورة في هذه الظروف ينبغي أن يكون وزير الثقافة فيها مستقلاً غير معروف للناس بارتباط ما، مع احترامي للشخص المرشح، وقبل الاعتراض وعُيّن الدكتور طه الحاج الياس وزير التربية في وزارة طاهر يحيى بدلا عنه) لكن بعد 13 يوم فقط أسقط البعث وزارة عبد الرزاق النايف التي تشكّلت في 17 تموز 1968 وألَّف الوزارة أحمد حسن البكر واستؤزر السامرائي وزيراً للإعلام فيها . وبهذا الصدد يقول الحاني: (وقد حز في نفسي كثيرا أن يفسر موقفي تجاه السامرائي بعد تأليف وزارة البكر (30 تموز 1968) تفسيراً بعيداً عن الواقع الذي انطلقت منه) كما عُيّن السامرائي في الوقت ذاته عضوا في مجلس قيادة الثورة. لكن منذ اليوم الأول لاستيزار السامرائي وضعه صدام في حساباته وأخذ يسجل كل حركاته خاصة أن غريمه القيادي عبد الخالق رفض تسلّم وزارة وأخذ يبشر مريديه بأن مؤتمراً حزبياً يكفي لإبعاد صدام وبطريقة شرعية تنسجم مع النظام الداخلي للحزب وبهذا الصدد يقول حسن العلوي في كتابه (العراق دولة المنظمة السرية) : (أن عبد الله سلوم السامرائي (قريب عبد الخالق وابن ولايته) قال له أن المؤتمر القطري القادم فرصة شرعية للتخلص من صدام)، و بدأ صدام بحياكة المؤامرات لإخراج عبد الله سلوم السامرائي من القيادة بأي طريقة كانت، وفي إحدى سفرات الدكتور عبد الله سلوم السامرائي إلى عدد من الدول العربية بتكليف من الرئيس البكر لدعوة قادتها لمؤتمر قمة مصغر في بغداد يتألف من العراق ومصر والأردن والسودان وليبيا والجزائر وبعد أن سلّم السامرائي دعوة الرئيس جمال عبد الناصر وفي أثناء توجهه إلى مدينة الخرطوم صدر مرسوم جمهوري بإعفاء السامرائي من وزارة الثقافة والإعلام وتعيينه وزير دولة، إن هذه الحركة أثارت غضب الدكتور السامرائي فعاد إلى بغداد ورفض استلام وزارة الدولة وجلس في البيت فكانت هذه الخطة المحكمة التي خطط لها صدام لكي يجعلها القشة التي كسرت ظهر البعير حيث يعرف أن خطوة كهذه سوف يعتبرها السامرائي تجاوزا كبيرا وسيبتعد عن القيادة، وهذا ما حصل وبعد توسط الرئيس البكر لإقناع وإرضاء السامرائي، هنا طلب عبد الله سلوم السامرائي من الرئيس البكر بقبول استقالته من مناصبه لكي يتفرّغ لإكمال شهادة الدكتوراه، وبعد إلحاح من الرئيس البكر وافق السامرائي أن يكون ممثل العراق لدى الجامعة العربية أثناء دراسته للدكتوراه في جامعة عين شمس في القاهرة، وبعد إكمال حصوله على شهادة الدكتوراه عاد السامرائي إلى بغداد وقابل الرئيس البكر وأعاد الرئيس عرض أي منصب أمام السامرائي ولكنه اعتذر وطلب بقائه في السلك الدبلوماسي وفعلا نُقل في عام 1971 إلى منصب سفير العراق في الهند حتى عام 1975، ومن الهند نُقل إلى بولندا ليعود إلى بغداد في إحدى الزيارات مرافقا للرئيس البولوني ويجد نفسه مطلوب للتحقيق في الأمن العام بحجة انتقاده اتفاقية الجزائر ويحال إلى محكمة الثورة لتحكم عليه بالسجن 5 سنوات، فقضى منها 20 شهرا في سجن أبو غريب ليصدر بعدها إعفاء بحقه وليُحال على التقاعد عام 1976 كعضو في مجلس قيادة الثورة متقاعد. ثم عاد إلى التعليم وقرر التعاقد في إحدى جامعات الخليج، لكن صدام أراده أن يكون تحت نظره، فرفض طلب السامرائي واعتبر طلبه (مسيئاُ للسمعة بأن يضطر مناضل قديم ترك العراق والتوجه إلى الخارج ولو كان ذلك قطراً عربياً) كما يقول جهاد كرم (نفس المصدر) ويضيف قائلا: (بعدها استقبل صدام عبد الله سلوم وطيّب خاطره، وعمل على تلطيف وضعه المعنوي، وتثبت حالته المادية، وأُعيد في عام 1991 (بعد غزو الكويت) على ملاك التدريس بجامعة بغداد، أستاذا للتاريخ الإسلامي، فحصل على درجة الأستاذية عام 1992، وضل عبد الله سلوم السامرائي منذ عام 1992 بعيداً عن أي نشاط سياسي حتى وفاته في عام 1996.

## مؤلفاته
مؤلفاته عكف عبد الله سلوم السامرائي على مواصلة البحث والتأليف منذ وقت مبكر مؤلفاته :-
- 1.الغلو والفرق الغالية في الحضارة الإسلامية "pdf".
- 2.الشعوبية (حركة مضادة للإسلام والأمة العربية).
- 3.القاديانية والاستعمار الإنكليزي.
- 4.الله والإسلام.
- 5.الولايات المتحدة الأمريكية والمؤامرة على الأمة العربية.
- 6.الإسلام والقومية.
- 7.حوار في الاقتصاد بين الإسلام والماركسية.
- 8.فلسطين في السياسة العربية والدولية.
- 9.جادر الخوف (رواية).
- 10.في غياب الحب (رواية) إضافة إلى العديد من البحوث والمؤلفات غير المنشورة.[3]